# Siete cabalgan hacía la muerte
Pour plus de détails, voir Fiche technique et Distribution.
Siete cabalgan hacía la muerte (litt. Sept chevauchent vers la mort) est un western spaghetti espagnol sorti en 1979, réalisé par José Luis Merino.

## Synopsis
Après la vente de son ranch, le riche propriétaire terrien Zachary Carter est assassiné. Des membres de sa famille organisent alors une chasse à l'homme par sept pistoleros, chacun incarnant l'un des péchés capitaux, pour retrouver l'Indien « Búfalo Blanco », qu'ils croient être le meurtrier.

## Fiche technique
- Titre espagnol original : Siete cabalgan hacía la muerte
- Réalisation : José Luis Merino
- Scénario : José Luis Merino
- Genre : western spaghetti
- Musique : Alfonso Linos, José Barranco, Ricardo Recuero
- Production : Emilio Manuel Lárraga
- Photographie : Manuel Hernandez San Juan
- Montage : Antonio Ramírez de Loaysa
- Durée : 88 min
- Pays de production :  Espagne
- Année de sortie : 1979
- Langue originale : espagnol

## Distribution
- Luis Rosillo (sous le pseudo de Luc Littleros) : Steve
- Assumpta Serna (sous le pseudo d'Ada Rodier) : Ann
- Jorge Nieto (sous le pseudo de George Grandson) : Lon
- Emmanuel Day : Ida
- Tony Valento : Gregory
- Emilio Berrio (sous le pseudo d'Emil Bearded) : Eliott
- Charles Tristan : Peter
- Horst Günter : shérif
- José Luis Merino (sous le pseudo de Louis M. Weaves) : Zachary

## Critique
L'œuvre est considérée comme l'un des pires films de son genre, bien qu'elle possède un scénario très original : 
« Western español de clase B (o Z mejor dicho). 7 personajes que representan a los siete pecados capitales se embarcan a la caza de un indio. Los personajes están sobrecaricaturizados, son el pecado capital en persona. Es muy ridículo. La nefasta grabación de la película tampoco ayuda en nada, en ocasiones cuando es de noche no se ve nada. Como curiosidad, la protagonista es Assumpta Serna. Debió ser su primer papel. Aparece con un seudónimo en los créditos. Y el giro de guion del final no hay por dónde cogerlo. »
— Western man dans « 7 cabalgan hacia la muerte », sur filmaffinity.com (consulté le 11 avril 2025)

« Western espagnol de classe B (ou Z, plutôt). 7 personnages représentant les sept péchés capitaux se lancent dans une chasse à un Indien. Les personnages sont caricaturés à outrance, ils sont le péché mortel lui-même. C'est très ridicule. Le mauvais enregistrement du film n’aide pas non plus. Parfois, la nuit, on ne voit rien. Comme curiosité, la protagoniste est Assumpta Serna. Cela devait être son premier rôle. Elle apparaît sous un pseudonyme au générique. Et le rebondissement à la fin dépasse l’entendement. »